# SN 2007tn
SN 2007tn – supernowa typu II odkryta 10 października 2007 roku w galaktyce A022814-0836. Jej jasność pozostaje nieznana.